# Pakpattan
Pakpattan es una localidad de Pakistán, en la provincia de Punyab.

## Demografía
Según estimación 2010 contaba con 139.525 habitantes.